# Derechos de voto del Distrito de Columbia
Los derechos de voto de los ciudadanos del Distrito de Columbia difieren de los derechos de los ciudadanos en cada uno de los 50 estados de los Estados Unidos. La Constitución otorga a cada estado representación electoral en ambas cámaras del Congreso de los Estados Unidos. Como capital federal, el Distrito de Columbia es un distrito federal especial, no un estado, y por lo tanto no tiene representación electoral en el Congreso. La Constitución otorga al Congreso jurisdicción exclusiva sobre el Distrito en "todos los casos".
En la Cámara de Representantes, el Distrito está representado por un delegado, a quien no se le permite votar en la Cámara de Representantes, pero puede votar en asuntos de procedimiento y en los comités del Congreso. Los residentes de D.C. no tienen representación en el Senado. La Vigésima Tercera Enmienda, adoptada en 1961, da derecho al Distrito al mismo número de votos electorales que el del estado menos poblado en la elección del presidente y el vicepresidente.
La falta de representación electoral del Distrito en el Congreso ha sido un problema desde la fundación de la capital. Se han presentado numerosas propuestas para cambiar esta situación, incluyendo legislación y enmiendas constitucionales, devolviendo el distrito a Maryland y convirtiéndolo en un nuevo estado. Todas las propuestas se han enfrentado a desafíos políticos o constitucionales, y no ha habido ningún cambio en la representación del distrito en el Congreso.

## Historia
En 1783, una multitud de soldados disueltos de la Guerra de la Independencia enojados por no haber sido pagados se reunió para protestar fuera del edificio donde se reunía el Congreso Continental. Los soldados bloquearon la puerta e inicialmente se negaron a permitir que los delegados se fueran. A pesar de las solicitudes del Congreso, el gobierno del estado de Pensilvania se negó a llamar a su milicia para lidiar con la turba rebelde, por lo que el Congreso se vio obligado a aplazar abruptamente a Nueva Jersey. Esto llevó a la creencia generalizada de que el Congreso necesitaba control sobre la capital nacional. Como escribió James Madison en The Federalist No. 43, "Sin ella, no solo la autoridad pública podría ser insultada y sus procedimientos interrumpidas con impunidad; sino que una dependencia de los miembros del gobierno general del Estado que comprenda la sede del gobierno, para su protección en el ejercicio de sus deberes, podría traer a los consejos nacionales una imputación de asombro o influencia, igualmente deshonrosa para el gobierno e ins Esta creencia dio lugar a la creación de una capital nacional, separada de cualquier estado, por la Cláusula de Distrito de la Constitución.

La "Cláusula de Distrito" en el Artículo I, Sección 8, Cláusula 17 de los EE. UU. La Constitución establece:
[El Congreso tendrá poder] Para ejercer legislación exclusiva en todos los casos, sobre dicho Distrito (no más de diez millas cuadradas) como sea posible, por cesión de estados particulares y la aceptación del Congreso, convertirse en la sede del gobierno de los Estados Unidos.
Hubo algunas razones por las que no se abordaron los derechos de voto para el Distrito. Se acordó efectivamente en una etapa temprana que la capital iba a estar en el Sur, y los norteños se habrían opuesto amargamente a cualquier cláusula que diera al Sur aún más poder de voto. Además, dada la ubicación planificada de la capital, muchos delegados asumieron que sus residentes permanentes consistirían principalmente en esclavos que no podían votar en ningún caso. También esperaban que el gobierno federal solo operara a tiempo parcial y asumieron que aquellos que fueron elegidos para servir en la oficina federal y aquellos cuyas ocupaciones les requerirían pasar tiempo en el distrito vendrían principalmente de los niveles superiores de la sociedad y, por lo tanto, tendrían los medios para mantener la residencia (y los derechos de voto) en sus estados de origen.
En 1788, la tierra en la que se forma el Distrito fue cedida por Maryland. En 1790, el Congreso aprobó la Ley de Residencia colocando el Distrito en el río Potomac entre Anacostia y Conococheague Creek con la ubicación exacta elegida por el presidente George Washington. Su selección fue anunciada el 24 de enero de 1791, y la Ley de Residencia se modificó para incluir la tierra que Virginia había cedido en 1790. Esa tierra fue devuelta a Virginia en 1847. El Congreso no se trasladó oficialmente a la nueva capital federal hasta el primer lunes de diciembre de 1800. Durante ese tiempo, el Distrito se igía por una combinación de una Junta de Comisionados designada por el gobierno federal, las legislaturas estatales y los gobiernos elegidos localmente.
El 27 de febrero de 1801, solo unos meses después de mudarse al Distrito, el Congreso aprobó la Ley Orgánica del Distrito de Columbia de 1801 e incorporó el nuevo Distrito federal bajo su única autoridad según lo permitido por la Cláusula del Distrito, haciendo del Congreso la fuente suprema de todas las leyes locales. Dado que el Distrito de Columbia dejó de ser parte de cualquier estado y no era un estado en sí, los residentes del Distrito perdieron la representación electoral en el Congreso, el Colegio Electoral y en el proceso de enmienda constitucional, consecuencias que no fueron sin protesta.[En enero de 1801, se celebró una reunión de ciudadanos del distrito que dio lugar a una declaración al Congreso señalando que, como resultado de la inminente Ley Orgánica "seremos completamente privados de derechos con respecto al gobierno nacional, mientras que no conservamos ninguna seguridad para participar en la formación de las regulaciones locales más recientes por las que nos vamos a ver afectados. Seremos reducidos a esa condición obsoleta de la que nos quejamos patéticamente en nuestros cargos contra Gran Bretaña, de ser gravados sin representación"Al año siguiente, se abolió la Junta de Comisionados, se incorporó la Ciudad de Washington y se estableció un gobierno local compuesto por un consejo de 12 miembros elegido localmente y un alcalde nombrado por el presidente.
En 1812, el Distrito recibió un gobierno local más significativo cuando el alcalde se convirtió en funcionario electo, elegido entre el grupo de 12 miembros electos del consejo y 8 concejales, y en 1820 el alcalde fue elegido directamente. Se hicieron modificaciones menores a lo largo de los años, pero en 1871 el gobierno del Distrito se modificó de nuevo dramáticamente, consiguiendo un gobierno más similar al de los territorios. Bajo este nuevo gobierno, el gobernador del Distrito fue nombrado de nuevo por el presidente, al igual que todos los miembros de una cámara de la legislatura del Distrito.
El Congreso abolió el gobierno territorial en 1874 y lo reemplazó por un consejo designado por el presidente, que en 1878 se consideraba el gobierno permanente del Distrito.Más tarde se decidió que esta ley del Congreso constituía la constitución del Distrito, lo que hacía del Distrito el único territorio al que no se le había permitido redactar su propia constitución.
En la década de 1930, el Distrito de Columbia era administrado por comités de la Cámara de Representantes que tenían poca consideración por las preocupaciones de la población local; el representante Ross A. Collins de Mississippi redujo el gasto en fondos locales para el bienestar y la educación, afirmando que "mis electores no soportarían gastar dinero en negros".
En la década de 1950, como parte del movimiento de derechos civiles más prominente, surgió el interés en dar al Distrito una representación completa. Como compromiso, la Tercera Enmienda se adoptó en 1961, otorgando al Distrito algunos votos en el Colegio Electoral en medida de su población, pero no más que el estado más pequeño. Los residentes de los distritos han ejercido este derecho desde las elecciones presidenciales de 1964.
La Ley de Autonomía del Distrito de Columbia de 1973 de cesión de ciertos poderes del Congreso sobre el Distrito a un gobierno local administrado por una alcaldesa elegida, actualmente Muriel Bowser, y el Consejo de trece miembros del Distrito de Columbia. Sin embargo, el Congreso se reserva el derecho de revisar y revocar cualquiera de las leyes del Distrito.Cada uno de los ocho barrios del Distrito elige a un solo miembro del consejo, y cinco miembros, incluido el presidente, son elegidos en general.
En 1978, el Congreso presentó la Enmienda de Derechos de Voto del Distrito de Columbia a los estados para su ratificación. Habría dado al Distrito plena representación en el Congreso, plena participación en las elecciones presidenciales y la autoridad de un estado con respecto a la modificación de la Constitución.
En 1980, los votantes del distrito aprobaron la convocatoria de una convención constitucional para redactar una propuesta de constitución estatal,al igual que los territorios de los Estados Unidos lo habían hecho antes de su admisión como estados. La constitución estatal propuesta fue ratificada por los votantes del Distrito en 1982 para que un nuevo estado se llamara "Nueva Columbia", pero el Congreso no ha concedido la estadidad al Distrito.[De conformidad con la propuesta de constitución estatal, el Distrito todavía selecciona a miembros de una delegación en el Congreso en la sombra, compuesta por dos senadores en la sombra y un representante en la sombra, para presionar al Congreso para que otorgue la estadidad. El Congreso no reconoce oficialmente estas posiciones. Además, hasta mayo de 2008, el Congreso prohibió al Distrito gastar fondos en cabildeo para la representación electoral o la condición de estado.
El 29 de diciembre de 2003, la Comisión Interamericana de Derechos Humanos de la Organización de los Estados Americanos concluyó que los Estados Unidos están violando los derechos del Distrito de Columbia en virtud de los artículos II y XX de la Declaración Americana de los Derechos y Deberes del Hombre al negar a los ciudadanos del Distrito de Columbia una oportunidad adecuada de participar en el Congreso. La Comisión reiteró la siguiente recomendación a los Estados Unidos: "Proporcionar a los peticionarios un recurso efectivo, que incluya la adopción de las medidas legislativas o de otro tipo necesarias para garantizar a los peticionarios el derecho efectivo a participar, directamente o a través de representantes libremente elegidos y en condiciones generales de igualdad, en su legislatura nacional".
Una encuesta de 2005 pagada por el grupo de defensa D.C. El voto, pero realizado por la firma de encuestas no partidista KRC Research, encontró que el 82 % de los 1.007 adultos creían que D.C. debería tener una representación plena de votación en el Congreso.[Una encuesta de 2007 del Washington Post de 788 adultos encontró que el 61 % de esos adultos apoyaba conceder al Distrito "un representante de votación completa".

## Argumentos a favor y en contra
Hay argumentos tanto a favor como en contra de dar representación electoral al Distrito de Columbia en el Congreso.

### Consentimiento de los gobernados
Los defensores de la representación electoral del Distrito de Columbia argumentan que, como ciudadanos que viven en los Estados Unidos, los 672.228 residentes estimados del Distritodeberían tener el mismo derecho a determinar cómo se les rigen como ciudadanos de un estado. Al menos ya en 1776, George Mason escribió en la Declaración de Derechos de Virginia:
VI. Que las elecciones de los miembros para servir como representantes del pueblo, en la asamblea, deben ser libres; y que todos los hombres, que tienen pruebas suficientes de interés común permanente con la comunidad y apego a la comunidad, tienen derecho al sufragio, y no pueden ser gravados o privados de sus bienes para uso público sin su propio consentimiento, o el de sus representantes así elegidos, ni obligados
VII. Que todo poder de suspender las leyes, o la ejecución de leyes, por cualquier autoridad sin el consentimiento de los representantes del pueblo, es perjudicial para sus derechos y no debe ejercerse.
El juez Hugo Black describió el derecho al voto como fundamental en Wesberry v. Sanders, 376 EE. UU. 1 (1964). Escribió: "Ningún derecho es más valioso en un país libre que el de tener voz en la elección de aquellos que hacen las leyes bajo las cuales, como buenos ciudadanos, debemos vivir. Otros derechos, incluso los más básicos, son ilusorias si se socava el derecho al voto"
La Ley de Votación de Ausentes de Ciudadanos Uniformados y Extranjeros permite a los ciudadanos estadounidenses votar ausentes por los representantes del Congreso de su estado de origen desde cualquier otro lugar del mundo. Si un ciudadano estadounidense se mudara al Distrito, esa persona perdería la capacidad de votar por un miembro del Congreso. A los ciudadanos estadounidenses que han abandonado permanentemente los Estados Unidos todavía se les permite votar en ausencia por el Congreso en el estado donde tuvieron su residencia por última vez. Los académicos han argumentado que si a los ciudadanos estadounidenses que son residentes de otros países se les permite votar en las elecciones federales, entonces el Congreso puede extender los mismos derechos a los residentes de la capital de la nación.

### Disposiciones constitucionales
La principal objeción a las propuestas legislativas para conceder el derecho de voto del Distrito es que algunas disposiciones de la Constitución sugieren que tal acción sería inconstitucional.La forma en que se va a componer la Cámara de Representantes se describe en el Artículo I, Sección 2:
La Cámara de Representantes estará compuesta por miembros elegidos cada dos años por el pueblo de los varios Estados, y los electores de cada estado tendrán las calificaciones requeridas para los electores de la rama más numerosa de la Legislatura estatal. Ninguna persona será un representante... que, cuando sea elegido, sea un habitante del Estado en el que será elegido. Los representantes ... se prorratearán entre los diversos Estados que puedan incluirse en esta Unión, de acuerdo con sus respectivos números[.]
La Sección 2 de la Decimocuarta Enmienda reafirma el Artículo I, Sección 2, a ese respecto cuando dice:
Los representantes se prorratearán entre los varios Estados de acuerdo con sus respectivos números, contando el número completo de personas en cada Estado, excluyendo a los indios no gravados.
Además, la Decimoséptima Enmienda describe en consecuencia la elección de "dos senadores de cada Estado". Aquellos que creen que la legislación sobre derechos de voto de D.C. sería inconstitucional, señalan que el Distrito de Columbia no es un estado de los Estados Unidos. Los defensores de la legislación sobre derechos de voto afirman que el Artículo I, Sección 8, Cláusula 17 (la Cláusula de Distrito), que otorga al Congreso autoridad legislativa "exclusclusiva" sobre el Distrito, permite al Congreso aprobar una legislación que otorgaría a D.C. representación electoral en el Congreso.La Vigésima Tercera Enmienda dice que el Distrito tiene derecho a:
Un número de electores igual al número total de senadores y representantes en el Congreso al que el Distrito tendría derecho si fuera un Estado, pero en ningún caso más que el Estado menos poblado[.]
Desde la adopción de esta enmienda en 1961, el Distrito ha tenido tres votos electorales en cada elección presidencial.

### Argumentos fiscales
A diferencia de los residentes de territorios de EE. UU. como Puerto Rico o Guam, que también tienen delegados sin derecho a voto, los ciudadanos del Distrito de Columbia están sujetos a todos los impuestos federales de los Estados Unidos.En el año fiscal 2007, los residentes y empresas de D.C. pagaron 20.400 millones de dólares en impuestos federales; más que los impuestos recaudados de 19 estados y los impuestos federales más altos per cápita.Esta situación ha dado lugar al uso de la frase "Peder a los impuestos sin representación" por parte de aquellos a favor de conceder representación electoral de D.C. en el Congreso. El eslogan aparece actualmente en las matrículas de los vehículos de la ciudad. La cuestión de los impuestos sin representación en el Distrito de Columbia no es nueva. Por ejemplo, en Loughborough v. Blake 18 U.S. 317 (1820), la Corte Suprema dijo:
La diferencia entre exigir que un continente, con una inmensa población, se someta a ser gravado por un gobierno que no tiene ningún interés común con él, separado de él por un vasto océano, restringido por ningún principio de asignación, y asociado con él por ningún sentimiento común; y permitir que los representantes del pueblo estadounidense, bajo las restricciones de nuestra constitución, gravar a una parte de la sociedad... que las mentes de todos. Aunque en teoría podría ser más agradable al espíritu de nuestras instituciones admitir a un representante del distrito, se puede dudar de si, de hecho, sus intereses se harían más seguros; y ciertamente la constitución no considera que su necesidad de un representante en el Congreso lo exime de la igualdad de impuestos.
En 1971, Susan Breakefield demandó para recuperar tres años de impuestos sobre la renta que pagó al Distrito de Columbia porque dijo que era víctima de impuestos sin representación.Breakefield perdió su caso ante el Tribunal Tributario del Distrito de Columbia y el Tribunal de Apelaciones de los Estados Unidos, y el Tribunal Supremo se negó a escuchar el caso.
Los opositores a los derechos de voto de D.C. señalan que el Congreso asigna dinero directamente al gobierno de D.C. para ayudar a compensar algunos de los costos de la ciudad.Sin embargo, los defensores de una visión centrada en los impuestos contra la representación de D.C. no aplican la misma lógica a los 32 estados que recibieron más dinero del gobierno federal en 2005 de lo que pagaron en impuestos. Además, el gobierno federal está exento de pagar impuestos sobre la propiedad de la ciudad y el Congreso prohíbe al Distrito imponer un impuesto a los viajeros a los no residentes que trabajan en la ciudad. Limitar estas fuentes de ingresos ejerce presión sobre las finanzas del gobierno local. Al igual que los 50 estados, D.C. recibe subvenciones federales para programas de asistencia como Medicare, que representan aproximadamente el 26 % de los ingresos totales de la ciudad. El Congreso también asigna dinero al gobierno del Distrito para ayudar a compensar algunos de los costos de seguridad de la ciudad; estos fondos ascendieron a 38 millones de dólares en 2007, aproximadamente el 0,5 % del presupuesto del Distrito.Además de esos fondos, el gobierno de los Estados Unidos proporciona otros servicios. Por ejemplo, el gobierno federal opera el sistema judicial del Distrito, que tenía un presupuesto de 272 millones de dólares en 2008.Además, todos los organismos federales encargados de hacer cumplir la ley, como los EE. UU. Park Police, tiene jurisdicción en la ciudad y ayuda a proporcionar seguridad.En total, el gobierno federal proporcionó alrededor del 33 % de los ingresos generales del Distrito.En promedio, los fondos federales formaron alrededor del 30 % de los ingresos generales de los estados en 2007.

### Consideraciones políticas
Los opositores a los derechos de voto de D.C. también han afirmado que el Distrito es demasiado pequeño para justificar la representación en la Cámara de Representantes y el Senado. Sin embargo, los patrocinadores de la legislación sobre derechos de voto señalan que tanto Wyoming como Vermont tienen una población más pequeña que el Distrito de Columbia.
En los tiempos modernos, todas las elecciones celebradas en el distrito han sido ganadas abrumadoramente por el Partido Demócrata. Se ha alegado que el apoyo de los demócratas al aumento de la representación de D.C. en el Congreso y la oposición de los republicanos a ello es puramente por razones egoístas.

### Derechos humanos
Desde 2006, el informe del Comité de Derechos Humanos de las Naciones Unidas ha citado a los Estados Unidos por negar los derechos de voto a los residentes de D.C. en violación del Pacto Internacional de Derechos Civiles y Políticos, un tratado que los Estados Unidos ratificaron en 1992.
En 2015, D.C. se convirtió en miembro de la Organización de Naciones y Pueblos No Representados.

## Reformas propuesta
Los defensores de los derechos de voto de D.C. han propuesto varias reformas en competencia para aumentar la representación del Distrito en el Congreso. Estas propuestas generalmente implican tratar a D.C. más como un estado o permitir que Maryland devuelva la tierra que cedió para formar el Distrito.

### Legislación
Se han presentado varios proyectos de ley en el Congreso para otorgar al Distrito de Columbia representación electoral en una o ambas cámaras del Congreso.
El argumento constitucional sobre si el Congreso puede proporcionar al Distrito de Columbia un miembro con derecho a voto en la Cámara de Representantes, pero no en el Senado, es muy debatido por cada lado. En Hepburn v. Ellzey (1805), la Corte Suprema sostuvo que el derecho de los residentes del Distrito a demandar a los residentes de otros estados no se establece explícitamente en el Artículo III, Sección 2.En National Mutual Insurance Co. v. Tidewater Transfer Co., Inc, 337 U.S. 582 (1949), la Corte Suprema sostuvo que el Congreso podría otorgar a los residentes del Distrito de Columbia el derecho a demandar a los residentes de otros estados.Sin embargo, los opositores a la constitucionalidad de la legislación para conceder derechos de voto a D.C. señalan que siete de los nueve jueces de Tidewater rechazaron la opinión de que el Distrito es un "estado" para otros fines constitucionales.[Los opositores también han señalado que si el poder del Congreso para "ejercer legislación exclusiva" sobre el Distrito se utiliza para reemplazar a otras secciones de la Constitución, entonces los poderes otorgados al Congreso podrían ser potencialmente ilimitados.
El 24 de enero de 2007, el Servicio de Investigación del Congreso (CRS) emitió un informe sobre este tema. Según el CRS, "parece probable que el Congreso no tenga autoridad para conceder representación electoral en la Cámara de Representantes al Distrito".
Una crítica secundaria a un recurso legislativo es que cualquier ley que otorgue representación al Distrito podría deshacerse en el futuro. Además, las propuestas legislativas recientes se ocupan de conceder representación solo en la Cámara de Representantes, lo que aún dejaría sin resolver la cuestión de la representación del Senado para los residentes del distrito.Hasta ahora, ningún proyecto de ley que conceda la representación electoral del Distrito ha sido aprobado en ambas cámaras del Congreso. A continuación se proporciona un resumen de la legislación propuesta desde 2003.

#### Propuestas durante la administración del presidente estadounidense George W. Bush
El Departamento de Justicia durante la administración del presidente George W. Bush tomó la posición de que "las disposiciones explícitas de la Constitución no permiten al Congreso otorgar representación del Congreso al Distrito a través de la legislación"Varias de estas propuestas fueron consideradas por el Congreso durante el mandato de Bush:
- La Ley de No Tributación Sin Representación de 2003 (H.R. 1285 y S. 617) habría tratado a D.C. como si fuera un estado a los efectos de la representación electoral en el Congreso, incluida la adición de dos nuevos senadores; sin embargo, el proyecto de ley nunca salió de la comisión.[20]
- La Ley de Derechos de Voto Justos e Iguales de la Cámara de Representantes del Distrito de Columbia de 2006 (H.R. 5388) solo habría concedido al Distrito de Columbia representación de voto en la Cámara de Representantes. Este proyecto de ley nunca salió del comité.[21]
- La Ley de Derechos de Voto Justos e Iguales de la Cámara de Representantes del Distrito de Columbia de 2007 (H.R. 328) fue la primera en proponer otorgar a la representación electoral del Distrito de Columbia en la Cámara de Representantes, al tiempo que agregó temporalmente un escaño adicional a Utah de tendencia republicana para aumentar la membresía de la Cámara en dos. La adición de un escaño adicional para Utah estaba destinada a atraer a los legisladores conservadores a votar por el proyecto de ley equilibrando la adición de un representante probablemente demócrata del Distrito. El proyecto de ley aún no salió del comité.[22]
- La Ley de Derechos de Voto de la Cámara de Representantes del Distrito de Columbia de 2007 (H.R. 1433) fue esencialmente el mismo proyecto de ley que el H.R. 328 presentado anteriormente en el mismo Congreso. Este proyecto de ley todavía habría añadido dos escaños adicionales a la Cámara de Representantes, uno para el Distrito de Columbia y otro para Utah. El proyecto de ley aprobó dos audiencias de la comisión antes de ser finalmente incorporado a un segundo proyecto de ley del mismo nombre.El nuevo proyecto de ley (H.R. 1905) aprobó toda la Cámara de Representantes en una votación de 214 a 177.[El proyecto de ley fue remitido al Senado (S. 1257), donde fue aprobado en comité. Sin embargo, el proyecto de ley solo pudo obtener 57 de los 60 votos necesarios para romper un filibusterismo republicano y, en consecuencia, fracasó en el Senado.Tras el proyecto de ley derrotado de 2007, los defensores del derecho al voto tenían la esperanza de que las ganancias del Partido Demócrata tanto en la Cámara de Representantes como en el Senado durante las elecciones de noviembre de 2008 ayudarían a aprobar el proyecto de ley durante el 111o Congreso.Barack Obama, copatrocinador del proyecto de ley del Senado de 2007, dijo durante su campaña presidencial de 2008 que, como presidente, continuaría apoyando los derechos de los residentes de DC.[23]

#### Propuesta durante la administración del presidente estadounidense Barack Obama
El 6 de enero de 2009, los senadores Joe Lieberman de Connecticut y el senador Orrin Hatch de Utah, y D.C. La delegada Eleanor Holmes Norton presentó en la Cámara de Representantes la Ley de Derechos de Voto de la Cámara de Representantes del Distrito de Columbia de 2009 (H.R. 157 y S. 160). El 26 de febrero de 2009, el Senado aprobó S. 160 por un voto de 61-37.Sin embargo, antes de aprobar el proyecto de ley, el Senado adoptó una enmienda del senador John Ensign que habría eliminado la autoridad del Distrito de Columbia para prohibir o cargar indebidamente la capacidad de sus residentes para poseer armas en sus hogares, en su propiedad o en sus lugares de trabajo. La enmienda Ensign también habría derogado la legislación del Distrito que requiere el registro de armas, la prohibición del Distrito de armas semiautomáticas y las sanciones penales del Distrito por posesión de una pistola no registrada.Tras la aprobación del proyecto de ley por parte del Senado, en su forma enmendada, el líder de la mayoría de la Cámara de Representantes, Steny Hoyer, dijo el 4 de marzo que había pospuesto una votación de la Cámara de ley en el proyecto de ley durante al menos una semana,pero rápidamente quedó claro que no había suficientes votos para llevarA pesar de los esfuerzos de Hoyer para que los partidarios de la enmienda la retiren y la propongan como legislación separada,y los esfuerzos de Norton para lograr un consenso dentro de la comunidad política del Distrito, donde hay una fuerte oposición a la enmienda de Ensign, Hoyer tuvo que anunciar el 9 de junio que el proyecto de ley estaba en espera indefinidamente.[En abril de 2010, el proyecto de ley volvió a la agenda de forma bastante abrupta,pero la semana en que se esperaba una votación, Hoyer declaró que era poco probable que el proyecto de ley se aprobara durante el 111o Congreso. Los políticos del distrito reiteraron su oposición a que la Cámara de Representantes aprobara el proyecto de ley con la enmienda de Ensign. El proyecto de ley de la Cámara de Representantes se reintrodujo en el 112o Congreso como H.R. 267.
El Departamento de Justicia se ha dividido sobre la constitucionalidad de la legislación para dar representación electoral al Distrito de Columbia en la Cámara de Representantes. La Oficina de Asesor Jurídico informó al fiscal general Eric Holder que la legislación propuesta sería inconstitucional, pero Holder anuló esa determinación y en su lugar obtuvo una opinión de los funcionarios de la oficina del procurador general de los Estados Unidos de que la legislación podría defenderse si se impugnara después de su promulgación.

### Retrocesión
El proceso de reunir el Distrito de Columbia con el estado de Maryland se conoce como recesión. El Distrito se formó originalmente a partir de partes de Maryland y Virginia que habían cedido al Congreso. Sin embargo, la parte de Virginia fue devuelta a ese estado en 1846; toda la tierra de la actual D.C. fue una vez parte de Maryland. Si tanto el Congreso como la legislatura estatal de Maryland estuvieran de acuerdo, la jurisdicción sobre el Distrito de Columbia podría devolverse a Maryland, posiblemente excluyendo una pequeña extensión de tierra que rodea inmediatamente el Capitolio de los Estados Unidos, la Casa Blanca y el edificio de la Corte Suprema.Si el Distrito fuera devuelto a Maryland, los ciudadanos de D.C. obtendrían representación electoral en el Congreso como residentes de Maryland. Un problema con cualquiera de estas propuestas, según un republicano de Virginia en una entrevista de 1999, es que el estado de Maryland actualmente no quiere recuperar el Distrito. Además, aunque los EE. UU. La Constitución no especifica un tamaño mínimo para el Distrito, la recesión puede requerir una enmienda constitucional, ya que el papel del Distrito como sede del gobierno está ordenado por la Cláusula del Distrito de la Constitución.La recesión también podría alterar la idea de una capital nacional separada según lo imaginado por los Padres Fundadores.También puede violar la Vigésima Tercera Enmienda a la concesión de votos por parte de la Constitución de los Estados Unidos en el colegio electoral, ya que todavía se concederían constitucionalmente al distrito.
Una propuesta relacionada con la recesión fue la Ley de Restauración de los Derechos de Voto del Distrito de Columbia de 2004 (H.R. 3709), que habría tratado a los residentes del Distrito como residentes de Maryland a efectos de representación del Congreso. La delegación congresional de Maryland se prorratearía en consecuencia para incluir a la población del Distrito.Los que están a favor de tal plan argumentan que el Congreso ya tiene la autoridad necesaria para aprobar dicha legislación sin las preocupaciones constitucionales de otros recursos propuestos. Desde la fundación del Distrito en 1790 hasta la aprobación de la Ley Orgánica de 1801, los ciudadanos que vivían en D.C. continuaron votando por miembros del Congreso en Maryland o Virginia; por lo tanto, los juristas proponen que el Congreso tenga el poder de restaurar esos derechos de voto manteniendo la integridad del distrito federal.Sin embargo, la legislación propuesta nunca salió del comité.

### Proceso de enmienda
Dados los posibles problemas constitucionales con la legislación que otorga la representación electoral del distrito en el Congreso, los académicos han propuesto que la enmienda de los Estados Unidos La Constitución sería la forma adecuada de conceder a D.C. representación plena.

#### Enmienda de los derechos de voto del Distrito de Columbia
En 1978, el Congreso propuso la Enmienda de los derechos de voto del Distrito de Columbia. Bajo esta enmienda, el Distrito de Columbia habría sido "tratado como si fuera un Estado" con respecto a la representación del Congreso, las elecciones presidenciales (reemplazando el trato limitado en virtud de la Vigésima Tercera Enmienda) y el proceso de enmienda constitucional. La enmienda tuvo que ser ratificada en un plazo de siete años para ser adoptada. La enmienda fue ratificada por solo 16 estados, por debajo de los tres cuartos requeridos (38) de los estados, por lo que expiró en 1985. La enmienda nunca se ha vuelto a presentar para su ratificación.

#### Propuesta de Murkowski
La senadora Lisa Murkowski (R-AK) creía que la Ley de Derecho al Voto de la Cámara de Representantes del Distrito de Columbia de 2009 sería inconstitucional si se adoptara, por lo que propuso una enmienda constitucional para proporcionar al Distrito un representante.A diferencia de la Enmienda de Derechos de Voto del Distrito de Columbia, la propuesta de Murkowski no habría proporcionado al Distrito ningún senador o un papel en el proceso de enmienda constitucional. Su propuesta fue remitida al Comité Judicial del Senado, que nunca actuó en consecuencia de la propuesta.

### Estadidad
El artículo IV, sección 3, cláusula 1 de la Constitución otorga al Congreso el poder de conceder la condición de estado. Si el Distrito se convirtiera en un estado, se terminaría con la autoridad del Congreso sobre el Distrito, y los residentes tendrían una representación electoral completa en ambas cámaras del Congreso. Sin embargo, hay algunas consideraciones constitucionales con cualquier propuesta de estadidad de este tipo.
En 1980, los ciudadanos locales aprobaron una iniciativa que pedía una convención constitucional para un nuevo estado. En 1982, los votantes ratificaron la constitución de un nuevo estado que se llamaría "New Columbia".Esta campaña por la estadidad se estancó. Después de que la Enmienda de los Derechos de Voto del Distrito de Columbia expirara en 1985, en 1987 se redactó otra constitución para el estado de Nueva Columbia.La Cámara de Representantes votó sobre la estadidad de D.C. en noviembre de 1993, y la propuesta fue rechazada por un voto de 277 a 153. Al igual que la recesión, se ha argumentado que la condición de estado de D.C. erosionaría el principio de un territorio federal separado como sede del gobierno federal y que se necesitaría una enmienda constitucional para evitar una violación de la Cláusula de Distrito de la Constitución.
El 15 de abril de 2016, la alcaldesa del Distrito, Muriel Bowser, pidió una votación en toda la ciudad sobre si el Distrito debería convertirse en el estado 51.Esto fue seguido por la publicación de una propuesta de constitución estatal.[Esta constitución convertiría al alcalde del Distrito de Columbia en el gobernador del estado propuesto, mientras que los miembros del Ayuntamiento formarían la Cámara de Delegados propuesta. A pesar de las solicitudes de un nombre diferente, la constitución estatal propuesta se refiere al Distrito como "Nueva Columbia"Sin embargo, el Consejo del Distrito de Columbia aprobó una legislación que establece el nombre propuesto "Estado de Washington, D.C". Bajo este nombre propuesto "D.C." significa "Douglass Commonwealth", una referencia al abolicionista histórico Frederick Douglass. Los residentes del distrito votaron abrumadoramente a favor de la estadidad, en un referéndum consultivo, pero es poco probable que se promulgue una legislación sobre la estadidad.[El 26 de junio de 2020, durante el 116o Congreso, la Cámara de Representantes aprobó un proyecto de ley para otorgar la condición de estado al Distrito (H.R. 51) por una votación de 232-180. H.R. 51 nunca recibió una votación en el Senado durante el 116o Congreso. La Oficina de Gestión y Presupuesto dijo que los asesores del presidente Donald Trump le habrían recomendado que vetara a H.R. 51 si fuera aprobado por el Congreso. H.R. 51 se ha presentado en el 117o Congreso.